# Udea ferrugalis
La doradilla (Udea ferrugalis) es una especie de lepidóptero de la familia Crambidae. 

## Distribución
La especie se puede encontrar en el centro y sur de Europa, Asia Menor, África, India y Japón.

## Descripción
U. ferrugalis posee una envergadura alar de 18–22 mm. Estas pequeñas polillas tienen sus alas delanteras de color amarillo, ocre o marrón y poseen marcas prominentes indistintas de color marrón oscuro o negruzco hacia los bordes. Las alas posteriores son de color gris parduzco. Las patas son blanquecinas. Las orugas pueden alcanzar una longitud de 10-15 mm. Son verdosas con cabeza de color amarillo.

## Biología
Es una especie bivoltina o trivoltina (dos tres generaciones al año). La polilla vuela a lo largo de todo el año, pero principalmente en otoño, dependiendo de la localización. Las larvas se alimentan de varias especies de plantas herbáceas, tales como Stachys, Arctium, Lycopus, Mentha, Eupatorium cannabinum y Fragaria vesca. Invernan en el suelo en forma de crisálida. La especie se considera a veces una plaga, ya que las larvas atacan a varias plantas que se suelen emplear en la cosecha.